# 게오르기 페도토프

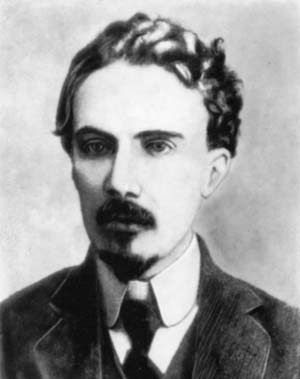

게오르기 페트로비치 페도토프(Гео́ргий Петро́вич Федо́тов, 1996년 10월 1일 러시아 제국 ~ 1951년 9월 1일 미국 뉴욕)는 러시아의 종교철학자, 역사가, 수필가이다.
게오르기 페도토프는 본래 공학도였으나, 독일과 이탈리아에서 공부하는 과정에서 역사로 방향을 전환한다. 1914년 러시아로 돌아왔을 무렵 상트페테르부르크 대학교의 중세 유럽사 교수로 임용(1914∼1918)되었고, 이후에는 사라토프 대학(1920∼1922)에서도 가르쳤다. 소비에트 러시아 당시 계속해서 연구할 수 없었던 그는 1925년 조국을 떠나 파리의 러시아 신학대학으로 옮겨 가(1926∼1940), 이곳에서 러시아 교회사 교수가 된다. 이곳에 체류하는 동안 페도토프는 ＜동시대인의 수기(Современные записки)＞, ＜길(Путь)＞, ＜날짜(Числа)＞란 저널을 만드는 데 협력했다. 1931년에는 ＜신도시(Новый град)＞란 저널의 공동 발행인으로 활동했으며, 1939년까지 편집일을 담당했다. 1941년에는 미국으로 건너가 죽기 전까지 성 블라디미르 신학교(St. Vladimir’s Theological School)의 교회사 교수를 역임했다.